# Oguz Atay
Oğuz Atay (nacido en 1934 en Inebolu, en el norte de Turquía, fallecido en 1977) es una de las más reconocidas figuras de la literatura de su país.

## Biografía
Estudió ingeniería civil en la Universidad Politécnica de Estambul - İTÜ. Es autor de un libro técnico "Topografía". Murió a los 43 años en Estambul, de un tumor cerebral, antes de completar su gran proyecto "el alma de Turquía" el 13 de diciembre de 1977.
Durante su vida ninguna de sus obras fueron reprensadas, pero después de su muerte ganaron más popularidad y fueron prensadas muchas veces. Su biografía fue preparada por Yıldız Ecevit: Ben Burdayım - Estoy Aquí, 2005.

### Novelas
- Tutunamayanlar ("Desconectados"), 1971
- Korkuyu Beklerken ("Esperando el miedo"), 1973
- Tehlikeli Oyunlar ("Juegos peligrosos"), 1973

### Biografía
- Prof. Mustafa İnan: Bir Bilim Adamının Romanı

### Obra Teatral
- Oyunlarla Yaşıyanlar (Los que Viven con Juegos)

- Datos: Q982729
- Multimedia: Oğuz Atay / Q982729